# 富山県道163号柿沢泉線
富山県道163号柿沢泉線（とやまけんどう163ごう かきざわいずみせん）は、富山県中新川郡上市町から同郡立山町に至る一般県道である。

## 概要

### 路線データ
- 起点：富山県中新川郡上市町柿沢柿木田（富山県道152号大岩神明町線交点）
- 終点：富山県中新川郡立山町泉字苗代（富山県道4号富山上市線交点）
- 実延長：4,306m

## 沿革
- 1960年（昭和35年）4月23日 - 認定[1]

## 通過する自治体
- 富山県
  - 中新川郡上市町 - 中新川郡立山町

## 接続する道路
- 富山県道152号大岩神明町線（起点：上市町柿沢柿木田）
- 富山県道157号寺坪上市線（上市町新屋）
- 富山県道3号富山立山魚津線（横越交差点 - 上市町横越（「横越交差点」南西）で重複）
- 富山県道151号辻滑川線（上市町神田）
- 富山県道4号富山上市線（終点：泉交差点）

## 周辺
- 富山地方鉄道本線
  - 越中泉駅
- 上市町立陽南小学校
- 大岩湯神子温泉